# Арджеш (цинут)
А́рджеш — один из десяти цинутов в Румынии в 1938—1940 гг. Был назван в честь реки Арджеш. Столица — Бухарест.

## Герб
Герб состоял из десяти полос (пять синих, пять белых). Это изображало десять жудецов, входящих в состав цинута Арджеш. На фоне полос был изображён орёл с латинским крестом в клюве. Он возвышался над Бучеджи.

## Состав
В состав цинута входило десять жудецов:
- Арджеш
- Брашов
- Бузэу
- Влашца
- Дымбовица
- Илфов
- Мусчел
- Прахова
- Телеорман
- Трей-Скауне